# Toni Oelsner
Toni Oelsner (auch Toni Fanny Oelsner; * 5. Mai 1907 in Frankfurt am Main; † 5. August 1981 in New York City) war eine Sozialwissenschaftlerin, die als Antifaschistin und Jüdin nach der Machtübergabe an die Nazis ihr Studium in Frankfurt nicht beenden konnte. Erst nach ihrer Emigration in die USA war es ihr unter schwierigen Bedingungen möglich, ein Studium an der New School mit einem Master of Social Science abzuschließen. Oelsner erhielt aber nie eine akademische Festanstellung. Ihr Forschungsschwerpunkt, den sie dennoch bearbeitete und zu dem sie auch publizierte, war die Wirtschafts- und Sozialgeschichte der Juden in Deutschland, wobei sie sich entschieden gegen die traditionelle Geschichtsauffassung wandte, nach der die Juden vorrangig im Handel und insbesondere mit dem Geldverleih beschäftigt gewesen seien.

## Leben
1979 wurde erstmals ein Interview veröffentlicht, das Mathias Greffrath (MG) 1977 mit Toni Oelsner geführt hatte. Das Gespräch gibt einen umfassenden Überblick über Oelsners persönliches Schicksal und die Schwerpunkte ihrer wissenschaftlichen Forschung. Ergänzend hierzu gibt es den Eintrag im Biographischen Handbuch der deutschsprachigen Emigration nach 1933 und einige Digitalisate in den Datenbanken von Ancestry, die es ermöglichen, Stationen ihres Lebensweges zeitlich präziser zu bestimmen.

## Familie
Oelsner beschrieb sich als jemand, „der nicht von Anfang an mit einem silbernen Löffel zur Welt kam“. Sie kam aus einer nicht-orthodoxen jüdischen Familie, die zwar die jüdischen Feiertage einhielt, aber ansonsten kulturell assimiliert war. Der Vater, Salo Oelsner (* 1866 in Breslau; † 1934 in Frankfurt) war Handelsvertreter (MG, S. 187 f), die Mutter, Betty Oelsner (geborene Oppenheimer; * 1873 in Hildburghausen; † 1923 in Frankfurt), Hausfrau. Außer Toni gehörten zur Familie noch zwei weitere Geschwister: Anna (* 1902 in Darmstadt; verheiratete Jacoby), die 1938 nach Kolumbien emigrierte, und Erwin (* 1906 in Frankfurt), dem 1935 die Emigration nach Brasilien gelang. Über die Kontakte der Geschwister untereinander gibt es kaum Hinweise, doch aus einem undatierten Brief an Fred Grubel vom Leo Baeck Institut geht hervor, dass Toni Oelsner die genauen Aufenthaltsorte ihrer Geschwister kannte. Der Brief, in dem sie Verfügungen über ihren Nachlass trifft, enthält auch einen Wunsch für den Fall ihres eigenen Todes.

“I should like to be cremated, and the urne be placed on my parents grave at the Jewish cemetery Rath Beil Strasse Frankfurt am Main, Germany. There are Jewish organisations able and willing to do this.”

„Ich möchte eingeäschert werden und die Urne soll auf dem jüdischen Friedhof Rath Beil Strasse in Frankfurt am Main, Deutschland, im Grab meiner Eltern beigesetzt werden. Es gibt jüdische Organisationen, die dazu in der Lage und bereit sind.“

### Oelsners Leben bis zur Emigration
Der Familie war es nicht möglich, Toni eine umfassende Ausbildung zukommen zu lassen. Ein Lehrer schlug vor, dass sie eine Oberrealschule besuchen sollte, doch die Eltern waren aus finanziellen Gründen dazu nicht bereit. (MG, S. 210) In ihrem Antrag zur Einleitung des Entschädigungsverfahrens nach dem Bundesentschädigungsgesetz (BEG) erklärte sie dazu, dass sie von „1914 - 1923 die Falk-Mittelschule in Frankfurt, und später das Städtische Lyzeum besucht“ habe. Diese Schule konnte sie aber nicht bis zum Abschluss besuchen, denn als sie 15 Jahre alt war, verstarb in der Hochphase der Inflationszeit der 1920er Jahre die Mutter und Toni musste die Schule auf Drängen der Familie verlassen. Sie schlug sich mit hauswirtschaftlicher Arbeit durch und arbeitete in Kolberg und Berlin mit Kindern und Jugendlichen. (MG, S. 187) Röder/Strauss präzisieren das und sprechen im Falle von Kolberg von einem Jüdischen Erholungsheim (1924/25), worauf 1925/26 der Besuch der Jüdischen Haushaltungsschule Frankfurt folgte. Danach ging sie 1926/27 nach Berlin und arbeitete in einem jüdischen Waisenhaus und einem Heim für weibliche Studenten. Ab 1928 lebte sie wieder in Frankfurt und arbeitete als Sekretärin und Angestellte. Ein Versuch, in Frankfurt eine Buchhandelslehre zu beginnen, wurde von der Familie vereitelt. (MG, S. 187) Am 2. September 1930 legte sie als Externe an der Adlerflychtschule in Frankfurt die „Schlusspruefung (Reife fuer die Obersekunda einer deutschen Oberschule) [..] ab. Mein Plan war, mit Kleiner Matrikel zu immatrikulieren und nach einigen Semestern die Pruefung zum Universitaetsstudium ohne Reifepruefung (Begabtenabitur) abzulegen, um hiernach promovieren zu koennen und mich daraufhin an Volkshochschulen zu betaetigen.“:Blatt 33 Ein Teil dieses Planes konnte Oelsner verwirklichen und bei Max Horkheimer, Karl Mannheim, Paul Tillich, Theodor W. Adorno und Max Wertheimer studieren. (MG, S. 188) Damit schlug sie einen Weg ein, den Claudia Honegger auch an Oelsners Beispiel so umriss:

„An der Frankfurter Universität haben zwischen 1930 und 1935/36 erstaunlich viele Frauen Soziologie studiert, aber auch in Soziologie als Hauptfach promoviert. Den Beruf einer Soziologin freilich hat kaum eine dieser Frauen, die um 1930 aus allen Himmelsrichtungen nach Frankfurt gekommen waren, je ausüben können. 1933 saßen viele von ihnen gerade an einer Doktorarbeit oder hatten sie soeben beendet. Einige sind mit den kostbaren Seiten im Handgepäck aus Deutschland geflohen, andere haben in den nächsten zwei, drei Jahren ihre Promotionsverfahren noch abschließen können, aber Soziologie als Beruf lag in weiter Ferne.“

Bevor dies auch für Toni Oelsner zur Gewissheit werden sollte, nahm sie Teil an den politischen Aktivitäten in ihrem studentischen Umfeld. Sie wurde Mitglied in der Frankfurter Roten Studentengruppe (RSG), beteiligte sich an den universitären und außeruniversitären Aktionen gegen die Nazis und wurde – nach deren Machtübernahme – KPD-Mitglied. (MG, S. 190 f) Auch die Jüdische Gemeinde in Frankfurt versuchte sie für ihre politische Überzeugung zu gewinnen. 1932 beschäftigten sich in der Beilage Jugend und Gemeinde zum Frankfurter Israelitischen Gemeindeblatt junge Gemeindemitglieder mit der von Alfred Döblin aufgeworfenen Frage, wo der geistige Ort junger Juden in den gesellschaftlichen und sozialen Auseinandersetzungen sei und empfahl ihnen, sich an die Seite der Arbeiterschaft zu stellen. Diese Position wurde in der erwähnten Beilage heftig diskutiert und kritisiert, unter anderem auch von Toni Oelsner in ihrem Beitrag Synthese von Judentum und Sozialismus, in dem sie fragte: „Warum aber nur auf der Seite, nicht in die Reihen der Arbeiterschaft treten?“ Ihre Schlussfolgerungen lauten:

„Judesein bewährt sich nicht in der Einkapselung in der eigenen Gemeinschaft, sondern in einem mutigen Sichhineinstellen in einen größeren Zusammenhang. Je mehr jüdische Sozialisten als bewußte um die Befreiung des Proletariats mitkämpfen, desto eher und sicherer, dürfen wir annehmen, wird das Judentum durch die Umwälzung hindurchgehen. Wie sich Judentum etwa in einem sozialistischen Deutschland gestalten wird, darüber kann jetzt und hier nichts gesagt werden. Ebenso ist nicht allgemein zu entscheiden, wie eine S y n t h e s e von Judentum und Sozialismus zu finden ist. Ale Aufgabe und Forderung tritt diese Synthese an jeden Einzelnen heran, und ist, weil nicht eindeutig, ständig schwierig und gefährdet. Aber sie ist deshalb keine Zwischenfrontstellung, wie Döblin den Platz für die Intellektuellen findet, sondern eine Kampfstellung aus doppelter Haltung heraus.“

Toni Oelsner setzte sich nicht nur theoretisch für den Sozialismus ein. Das brachte ihr bereits 1932 eine Verhaftung wegen der Verteilung von Flugblättern ein, und selbst nach der Machtübernahme der Nazis stellte sie sich diesen noch entgegen und verteilte zusammen mit kommunistischen Arbeitern antifaschistisches Propagandamaterial. (MG, S. 190) Im Oktober 1933 wurde sie dafür vier Wochen inhaftiert.
Am Abend des 30. Januar 1933 schickte Toni Oelsner ihren Antrag auf Zulassung zum Begabtenabitur ab. Die Ablehnung dieses Antrags bringt sie weniger mit ihren politischen Aktivitäten in Verbindung, als vielmehr mit dem nun zur Staatsräson gewordenen Antisemitismus.

„Ich hatte Empfehlungen von Horkheimer, Tillich und Max Wertheimer, und dazu stand noch in meinem Lebenslauf, daß ich nur in jüdischen Heimen gearbeitet und einen Kurs an einer jüdischen Haushaltungsschule absolviert hatte. Zwei Wochen später kam die Ablehnung. Es war ja ganz klar, Mitte Februar 1933, daß ich nicht zugelassen wurde, weil ich von linksstehenden und jüdischen Professoren empfohlen worden war und selbst jüdisch war – Horkheimer war damals schon weg. Und dann im Juni 1933 kam eine Verordnung heraus, daß Juden auch das externe Abitur nicht mehr machen durften.“

Mit der Machtübernahme der Nazis begannen für Oelsner Jahre, die geprägt waren von materieller Not und Krankheit. (MG, S. 195) Persönliche antisemitische Verfolgungen blieben ihr aber erspart (MG, S. 191), und sie konnte bis 1937 weiterhin als Gasthörerin Kurse an der Universität belegen:Blatt 33 und Bibliotheken nutzen und kam über das Frankfurter Freie Jüdisches Lehrhaus in Kontakt zu dem Ökonomen Josef Soidek (1905–1993). Von ihm erhielt sie den Rat, sich aus sozialwissenschaftlicher Sicht mit jüdischer Familienforschung zu befassen, und daraus entwickelte sich ein Forschungsvorhaben, dessen Ergebnisse sie aber in Deutschland nicht mehr als Buch veröffentlichen konnte.:Blatt 33 Diese „Geschichte dreier jüdischer Familien in Deutschland von der Voremanzipation bis zur Vorkriegszeit“ wurde teilweise noch in jüdischen Zeitschriften veröffentlicht, konnte von ihr aber erst in den USA fertiggestellt werden, wo sie 1942 unter dem Titel Three Jewish families in modern Germany veröffentlicht wurde. Um ihren Lebensunterhalt zu finanzieren, erteilte sie Auswanderern Englischunterricht, übernahm Schreibarbeiten und bekam 1937/38 auf Empfehlung von Martin Buber ein Stipendium. (MG, S. 196)
Im November 1938 verboten die Nazis jüdischen Studenten die Benutzung der Bibliotheken. Um diese Zeit stellte Toni Oelsner einen Antrag auf ein Visum für die USA. Als dieses im Frühjahr 1939 immer noch nicht erteilt war, schickte sie eine Kopie ihres Aufsatzes über die drei jüdischen Familien an den britischen Historiker Cecil Roth in London. Dessen Antwort verhalf ihr zu einem Visum für einen Aufenthalt in Großbritannien. Am 7. August 1939 erhielt sie vom amerikanischen Konsulat in Frankfurt auch ihr USA-Visum, und am 18. August 1939 konnte sie Deutschland verlassen. (MG, S. 197) Die Reisekosten übernahm der Hilfsverein der Juden in Deutschland. (MG, S. 198)

### Wissenschaftlerin in der Emigration
Den Ausbruch des Zweiten Weltkriegs erlebte Toni Oelsner in London, wo sie sich auch als Enemy Alien registrieren musste. Sie wohnte bei Verwandten und in deren Nähe Karl Mannheim. Der setzte sich schriftlich für sie bei Leuten ein, die in New York in Verbindung zur New School standen – allerdings ohne Erfolg für sie, wie sich dann herausstellen sollte. (MG, S. 198 f)
Am 23. September 1939 konnte Toni Oelsner von Southampton aus in die USA aufbrechen. Von den Quäkern im Londoner Bloomsbury House hatte sie 20 Dollar erhalten, die ihr in den ersten Wochen in New York Bus- und Bahnfahrten erlaubten. Am 29. September kam sie in New York an; ihre Anlaufstelle war ein dort wohnender Onkel, M. Oppenheimer. Als Berufsbezeichnung hat sie bei der Einreise Stenographer (Stenograf) angegeben – und im Umfeld dieses nicht-akademischen Berufes bewegte sich auch ihre weitere Existenzsicherung „als Hausmädchen, Kindermädchen, Nachhilfelehrerin, Übersetzerin, Schreibkraft“ („working as maid, governess, tutor, trans, typist“). Soziologie als Beruf blieb ihr – abgesehen von einigen Kurzzeitbeschäftigungen – ein Leben lang verwehrt.
Toni Oelsner begann 1940 in Abendstudium an der New School, das sie 1942 mit einem Master of Social Science abschloss. Ihre Magisterarbeit war der Abschluss ihrer aus Deutschland mitgebrachten Forschungen über die drei Jüdischen Familien. (MG, S. 199) Der Abschluss brachte ihr aber keinen Zugang zu amerikanischen Universitäten, denn diese werteten ihn nur als Bachelor-Abschluss,

„sodass ich nochmals mehrere Jahre fuer den Doktorgrad haette studieren muessen. Das war fuer mich finanziell unmoeglich. Noch weniger war es mir moeglich, ohne Abitur ein staatliches Lehrerinnendiplom zu erhalten, da die Bundesunterrichtsbehoerde der Vereinigten Staaten (U.S. Office of Education) meine Schulausbildung ungenuegend fand. Dadurch war es mir unmoeglich, eine Anstellung als Lehrerin an Schulen, oder als Professorin an einem College oder einer Universitaet zu erhalten.“

Was folgte, waren immer wieder befristete Stellen, unter anderem als Übersetzerin für den Historiker Veit Valentin:Blatt 34 und als Mitarbeiterin an der Universal Jewish Encyclopedia und im YIVO-Institut. Ihre prekäre Situation, in der sie auch keine Unterstützung durch andere Emigranten erfuhr, da einige meinten, dass sie „zu links sein könnte“, beschrieb sie so:

„Was Mannheim gut gemeint hatte – «sie hat heroisch um ihre geistige Existenz gekämpft» –, ich glaube, daß das einigen Leuten noch nicht einmal gefallen hat. Da ich ja noch nicht prominent war, als die Nazis zur Macht kamen, hatte man Angst, daß icb zu links hätte sein können. Es war einfach zuviel damals. Ich war oft ernsthaft krank, Krankheit wurde ja hier als eine Art Verbrechen angesehen, und ich bin überzeugt davon, daß die meisten Krankheiten an der Unterernährung lagen. Wenn ich die Frau eines bedeutenden Mannes gewesen wäre, dann hatte er es fertigbringen können, von einer Organisation daraufhin Unterstützung zu bekommen. Aber wenn man allein etwas erreichen will, darf man nicht davon reden, daß man nicht gesund ist.“

Oelsner hatte am 26. Juni 1940 einen Einbürgerungsantrag gestellt. Dem wurde kurz nach dem Ende des Zweiten Weltkriegs, am 19. Juli 1945, stattgegeben. Beides, das Kriegsende und die Einbürgerung, führten aber zu keiner grundlegenden Wende ihrer schwierigen Lage. Eine ihr zunächst angebotene Stelle bei der Militärregierung für Deutschland wurde ihr verweigert, da ihr unterstellt wurde, links zu sein. Eine Stelle als Dokumentenforscherin bei den Nürnberger Prozessen wurde ihr 1947 nicht zugestanden, weil Frauen von den US-Behörden nur bis zum Alter von 35 Jahren zur Arbeit in Deutschland zugelassen wurden. Was folgte, waren immer wieder erfolglose Bewerbungen an Colleges, für deren Scheitern sie auch ihre Fokussierung auf jüdische Themen und einen verbreiteten Antisemitismus verantwortlich machte. (MG, S. 201 f)
Oelsner gab dennoch ihre wissenschaftliche Arbeit nicht auf, die sie teilweise aus ihrer im November 1958 mit Unterstützung der United Restitution Organization (URO) erstrittenen Entschädigung über 5.000,-- DM für ihren in Deutschland erlittenen „Schaden im beruﬂichen Fortkommen“ finanzierte. Sie konnte viel Material zur Geschichte der Juden im Mittelalter besorgen und aufbereiten, fand aber keine Unterstützung für entsprechende Veröffentlichungen und hielt für ihre Mitarbeit an der Germania Judaica nur geringe Honorare. (MG, S. 202 f)
Am 21. März 1966 machte die URO aufgrund einer Neufassung des § 116 des Bundesentschädigungsgesetzes (BEG) einen zusätzlichen Anspruch über 5.000,-- DM für Toni Oelsner geltend. Mit Bescheid vom 16. Juli 1968 wurde ihr dieser Betrag dann als weitere Entschädigung zuerkannt.
Am 12. Mai 1967 sendete die Stimme Amerikas einen Beitrag mit dem Titel „Aus der Welt der Frau (Die Vergangenheit wird richtiggestellt)“. Im vorangestellten Summary des Transkripts der Sendung heißt es: „In dieser Sendung erzaehlt die in New York lebende Geschichtsforscherin Toni Oelsner wie es einmal zu ihrer Korrespondenz mit verschiedenen deutschen Stellen kam, wie aus dieser Korrespondenz auf deutscher Seite die Entschlossenheit wuchs, antijuedische Symbole in einer Kirche in Endingen zu entfernen und die entsprechende Legende richtigzustellen.“ Bezug genommen wird hier auf den Endingener Ritualmord im Jahre 1470, dem in Endingen mehrere Juden zum Opfer fielen, weil sie fälschlicherweise beschuldigt wurden, ihrerseits vier Menschen ermordet zu haben. Die Überreste der vermeintlichen Opfer wurden bis 1967 als Reliquien in der Endinger Kirche verehrt.
Dass Toni Oelsner auf diese Geschichte aufmerksam wurde und an ihrer Aufklärung mitwirken konnte, hing mit der schon erwähnten Materialsammlung zur Geschichte der Juden im Mittelalter zusammen, die sie seit 1962 dank einer kleinen Forschungsbeihilfe der American Philosophical Society betreiben konnte. Dabei kam sie mit dem Endingener Heimatforscher Karl Kurrus in Kontakt, der sie mit Material über diesen Aspekt der Endingener Geschichte versorgte. Nach dem Studium dieser Materialien brachte Toni Oelsner Karl Kurrus dazu, sich näher mit diesem Fall zu beschäftigen.
Zwei Jahre später informierte Kurrus Toni Oelsner über seine seither unternommenen Nachforschungen und deren publizistischen und öffentlichkeitswirksamen Folgen. Sein inzwischen veröffentlichter Aufsatz, in dem Toni Oelsner lediglich als Hinweisgeberin auf eine andere Publikation vorkommt:S. 608, Anmerkung 11, schließt mit einem Verweis auf die internationale Resonanz, unter anderem „in der New Yorker Zeitung „Aufbau“ vom Dezember 1966, [und] in der weltbekannten „New York Times“ vom 1. Oktober 1967“.:S. 607 Dass dieses starke Echo in den USA im Wesentlichen auf Artikel von Toni Oelsner zurückzuführen war, findet ebenso wenig Beachtung wie die Tatsache, dass sie es war, die den Anstoß für diese Neubewertung eines historischen Verbrechens gab. Doch sie hat selber akribisch alles gesammelt und aufgeschrieben, was die Erwähnung ihrer „Rolle bei der Entfernung der antijüdischen Reliquien aus der Endingener Kirche in der Presse, im Radio und anderswo“ betrifft.:pdf-S. 296, und Kurrus hatte immerhin seinen Oelsner überlassenen Aufsatz mit einer handschriftlichen Widmung versehen, in der er ihr seine „aufrichtige Dankbarkeit“ aussprach:pdf-S. 149. Bis in die 1970er Jahre hinein bestand auch noch schriftlicher Kontakt zwischen den beiden.
Die zuvor erwähnte Liste ihrer Erwähnungen im Kontext der Endingen-Geschichte ist Teil einer Zusammenstellung über „Verifizierte Erwähnungen von Publikationen von Toni Oelsner“.:pdf-S. 295 Daraus ergeben sich aber kaum Anhaltspunkte für eigene Veröffentlichungen in den 1970er Jahren. Briefe von Elizabeth Story Donno, der Herausgeberin der Renaissance Quarterly, einem Organ der Renaissance Society of America, legen nahe, dass sie für dieses Publikationsorgan noch mit einer Rezension befasst war. Der Schriftwechsel zwischen ihr und Donno ist aber auch ein Hinweis auf Oelsners prekäre Lebenssituation und einen weiteren Schicksalsschlag, den sie im Frühjahr 1976 verkraften musste. Ihre Wohnung musste renoviert werden, unter anderem deshalb, weil das Dach über ihrem Apartment undicht war, und sie war in der Stadt Opfer eines Raubüberfalls geworden, bei dem der gesamte Inhalt ihrer Handtasche, ihre Schlüssel und ihre Ausweispapiere entwendet worden waren.:pdf-S. 39 Das klingt wie eine Vorlage für das bittere Résumé, das sie gut ein Jahr später in ihrem Gespräch mit Greffrath zog.

„Daß ich zum Schluß steckenblieb, das liegt natürlich auch daran, daß mein Leben für alle anderen so unverständlich ist. Man muß doch immer an allem selbst schuld sein. [..] Ich war von Anfang an verspätet, das ist richtig. Aber es war kaum möglich, aufzuholen. [..] Alle haben mir doch immer geschrieben, ich sollte in einer Fabrik arbeiten. Das ist alles immer gegen mich gegangen.“

Christine Backhaus-Lautenschläger setzt diesem „Man muß doch immer an allem selbst schuld sein“ eine andere Sicht auf Toni Oelsners Leben entgegen.

„Für Toni Oelsners verhinderte Karriere sind nicht allein persönliche und historische Umstände maßgebend; sie ist auch Opfer eines typischen, Kreativität begrenzenden und individuelle Freiräume beschneidenden Frauenschicksals: „Ich wollte es ‹die wissenschaftliche Arbeit› nicht aufgeben... Immerhin hatte ich jahrelang mehrere kleine Stipendien... Aber wegen schlechter Wohnverhältnisse und immer wieder wegen Krankheiten konnte ich nie mit meiner ganzen Kraft an der Sache arbeiten, die ich machen sollte. Oft bin ich wie ein Hausierer herumgelaufen...“ [MG, S. 202] Ihre "ganze Kraft" hätte sie nur dann der Wissenschaft widmen können, wenn jemand für sie den materiellen Lebensunterhalt bestritten, den Haushalt geführt und sie in Krankheitsfällen gepflegt hätte. So hilfreich und gnädig verfuhr das Schicksal meist nur mit männlichen Wissenschaftlern und Intellektuellen, die von ihren Ehefrauen oder Lebenspartnerinnen in Krisensituationen entsprechend unterstützt wurden. Oelsner war sich dessen bewußt.“

Claudia Honnegger schlägt den Bogen von Toni Oelsners Frankfurter universitären Sozialisation zu ihrer Lebenswirklichkeit in den USA.

„Obwohl Toni Oelsner zeit ihres Lebens an den Frankfurter lntentionen festhielt, mit soziologischem Blick die Geschichte der Juden zu erforschen, gab es für sie nie eine Berufsperspektive. Nachdem sie sich erstaunlich lange in Deutschland durchschlagen konnte, kam sie über Umwegen und ohne einen Dollar in der Tasche in New York an, ganz allein. Und sie scheint dort, wie so viele, allein und entwurzelt geblieben zu sein.“

In ihrem oben zitierte Brief an Fred Grubel hatte Toni Oelsner den Wunsch geäußert, dass nach ihrem Tod ihre Asche auf dem Jüdischen Friedhof in Frankfurt beigesetzt wird. Ob diesem Wunsch entsprochen wurde, ist ungewiss. Zu Lebzeiten jedenfalls hatte sie ihre Heimatstadt nie mehr besucht und verfügte auch über keine Kontakte mehr nach dort. Die Sehnsucht aber war geblieben, wie sie in ihrer Antwort auf Greffraths vorletzte Frage offenbarte.

„Ich habe immer davon geträumt, daß ich noch mal auf Grund meiner Arbeiten, auch der, die noch nicht fertig ist, einen Ehrendoktor aus Deutschland bekomme. Dann dachte ich immer noch, daß ich dann irgendwelche Leute in Frankfurt treffen konnte.“

Greffraths Nachfrage, ob sie dennoch noch mal dahin reisen möchte, ließ sie mit dem Verweis auf ihren Zustand und ihr Alter in der Schwebe. Sie starb in New York, wo sie über vierzig Jahre (über-)lebt hatte.

## Werke (Auswahl)
- Synthese von Judentum und Sozialismus. In: Jugend und Gemeinde. Beilage zum Frankfurter Israelitisches Gemeindeblatt, 1932, H. 8, S. 30–31 (Online im Compact Memory)
- Wie führt Familienforschung zur historischen Forschung? in: Jüdische Familienforschung. Mitteilungen der Gesellschaft für Jüdische Familienforschung, Jahrgang XIII, Heft 44, 1937, S. 805–810. In dem Artikel greift sie auch immer wieder auf Beispiele aus ihrer eigenen Familie zurück, deren Wurzeln in der Provinz Schlesien, in Unterfranken/Thüringen und in Darmstadt und benachbarten Orten liegen.
- The Jewish ghetto of the past (in jidd.), Yiṿo bleṭer (Bd. 20, Nr. 2/1942, S. 223–242)
- Three Jewish families in modern Germany. A study of the process of emancipation, in: Jewish social studies (Bd. 4, Nr. 4/1942, S. 349–398). Zur Geschichte dieser Publikation siehe: Mathias Greffrath im Gespräch mit Toni Oelsner, S. 196.
- The Place of the Jews in Economic History as viewed by German Scholars , in: Leo Baeck Institute: Year Book VII, London, Jerusalem and New York 1962. Bei dem Artikel handelt es sich um eine Auseinandersetzung vor allem mit Wilhelm Roscher, Werner Sombart und Max Weber, denen sie sachliche Fehlurteile in Bezug auf die Darstellung der Rolle der Juden in der Geschichte des Mittelalters attestiert. Siehe dazu: Mathias Greffrath im Gespräch mit Toni Oelsner, S. 205 f.
- The economic and social condition of the Jews of southwestern Germany in the thirteenth and fourteenth centuries. In: Year Book of the American Philosophical Society, 1963, S. 571–581.

## Archivalien
- Center for Jewish History: Toni Oelsner Collection (digitalisierter Nachlass)
- Archivinformationssystem Hessen: Entschädigungsverfahren Toni Oelsner, Signatur HHStAW, 518, 64352.